# SWIZA
 (juillet 2023).
 (juillet 2024).
Il peut être nécessaire de l'améliorer pour respecter le principe de neutralité de point de vue. Veuillez consulter la page de discussion pour plus de détails.

SWIZA est une marque d'horlogerie suisse fondée en 1904 à Moutier, dans le canton de Berne.

## Historique
(août 2018).
- 1904 : Louis Schwab crée la Fabrique d'horlogerie SWIZA à Moutier[1].
- 1918 : Création et lancement du réveil à cloche « Levtoi ».

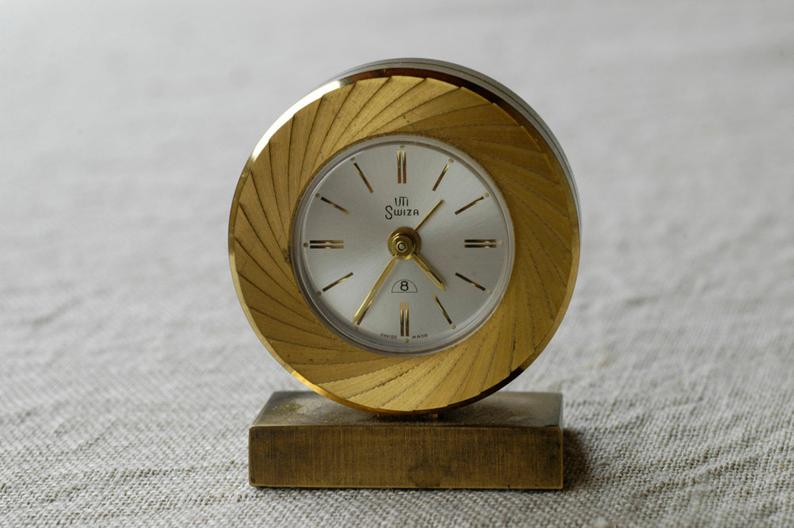
Un réveil de voyage en laiton de la marque Uti Swiza datant de 1960 au mouvement dit "8 jours"

- 1935 : Disparition du fondateur, Louis Schwab.
- 1959 : C’est le lancement du premier mouvement 8 jours mécanique 15 rubis SWIZA qui permet un développement important de SWIZA à l’international.
- 1965 : Installation du siège social à Delémont, et inauguration d’une toute nouvelle manufacture.
- 1972 : La manufacture SWIZA reçoit le Gold Mercury European Award (en) .
- 1976 : À l’image de la quasi-totalité de l’industrie horlogère suisse, SWIZA équipe ses premiers réveils de mouvement quartz.
- 1984 : Création du premier mouvement suisse quartz de SWIZA dont la manufacture actuelle s’inspire encore pour de nombreuses collections.
- 1985 - 2000 : Ce sont là des années prospères de développement et de créations multiples. La manufacture compte alors plus de 300 employés et fabrique plus de 30 000 pendulettes et mouvements par an. 1991 marque également l’intégration d’une nouvelle marque : Matthew Normans.
- 2006 : La famille Schwab cède pour la première fois la manufacture à la Holding Bedona.
- 2008 : SWIZA décide d’acquérir la marque française de pendulette de luxe L’Epée 1839, spécialiste de la pendulette mécanique à complications.
- 2009 : Reprise de l’entreprise familiale par la holding suisse Mecap.

## Lieu de production
- Delémont, Jura (Suisse)